# جيزيلا هرنانديز
جيزيلا هرنانديز هي معلمة موسيقى وملحنة كوبية، ولدت في 15 سبتمبر 1912 في كارديناس في كوبا، وتوفيت في 23 أغسطس 1971 في هافانا في كوبا.